# Szegedi Kisvasút
A Szegedi Kisvasút (1949 előtt Szegedi Gazdasági Vasút) egy 760 milliméteres nyomtávú kisvasúti hálózat volt Szeged környékén, amely a várost kötötte össze a környező tanyavilággal. 1926-27-ben épült. Két vonala volt Szeged–Pusztamérges és Szeged–Ásotthalom–Halastelki iskola között. A vasútvonalak többségével ellentétben nem teher-, hanem személyszállításra hozták létre, melynek révén települések jöttek létre a Szeged környéki tanyavilágban, melyek később elszakadtak a várostól. Itt működött közforgalomban az ország legelső dízel-elektromos mozdonya, itt működött az ország második (a kisvasutakon az első) fénysorompója, és születésétől a megszüntetéséig végig a legmodernebb műszaki megoldásokat használta. Megszüntetését az 1968-as közlekedéspolitikai koncepció mondta ki. 1975. augusztus 31-én szűnt meg.

## Története
Szeged területe a 20. század elején még a többszöröse volt a mainak. Északi irányban egészen Kistelekig, nyugati irányban pedig (amerre a kisvasút haladt) gyakorlatilag a mai megyehatárig terjedt a város határa. Akkoriban még nem voltak itt települések, csak elszórt tanyák, és egy közigazgatási központ Szeged-Alsóközpont néven a mai Mórahalom területén. Az itt lakó emberek tömegközlekedését viszont meg kellett oldani valahogy.
A vasút építését közel negyven évnyi vita előzte meg. Bírálták a vonalvezetést, és állandó vita tárgya volt, hogy keskeny- vagy normál nyomtávú vasútvonalat építsenek-e. Több alternatíva is felmerült, például kis híján megszavazták a trolibuszhálózat kiépítését Alsóközpontig (1923-ban!). Végül 1926 márciusában végre-valahára elindult az építkezés, melyet karácsonyra már be is akartak fejezni. Az aktuális belpolitikai események és egyéb hátráltató körülmények miatt ezt a határidőt nem sikerült tartani. Kis csúszással január végén adták át a vonalat, melyen 1927. február elsején indult el az első menetrend szerinti személyvonat (Hasonló úton járt Kecskemét városa, mely 1928-ban építette meg a város bugaci tanyavilágba vezető Kecskemét–Kiskunmajsa vonalat).
A vonal kezdőpontja a Belvárosi híd jobbparti hídfőjénél, a mai Roosevelt téren volt, ahol a napi élelmiszerpiac (akkori nevén Makai-piacz) működött. A kisvasút innen kikanyarodott a Tisza-partra, végighaladt a Klinikák előtt a mai Korányi fasor helyén, majd a mai Árvízi emlékmű magasságában áthaladt az akkori vasúti híd egyik pillérje alatt, és a Tisza-pályaudvar melletti Közraktárak mellett (amelyekhez természetesen iparvágányok is vezettek) érte el az Átrakó-pályaudvart, ahol fűtőház, igazgatósági épület, javítóműhely stb. is volt. Innen a Boszorkány-sziget, a Klebelsberg-telep, Kecskéstelep majd Szentmihálytelek érintésével jutott el Kunhalomra, ahol a vonal kettéágazott.
Az Északi-vonal Domaszék (akkoriban Sárkányhögy), Zákányszék (akkoriban Lengyelkápolna), Ruzsa (akkoriban Pálffy-tanya, majd Csorva) érintésével Pusztamérgesig haladt. Pusztamérgest az eredeti tervek szerint nem érintette volna a vasút, mivel nem volt Szeged része, de a környék lakói adományt gyűjtöttek, és tulajdonképpen kifizették a vasútvonal 5 km-es meghosszabbítását a településig.
A Déli-vonal Feketeszél, Széksós, Mórahalom (akkoriban Alsóközpont), Kissoron át Ásotthalomig (akkoriban Várostanya) ért. 1947-ben bővítették ki a déli vonalat a Halasteleki Iskoláig. A vonal hosszúsága 78 kilométer volt.
A vonal rendkívüli jelentőségű volt a szegedi és Csongrád megyei helytörténetben. A szórványtanyákból a kisvasút állomásai mellett alakultak ki azok a települések (Domaszék, Mórahalom, Ásotthalom, Ruzsa), amelyek 1950-től kezdve folyamatosan önállósodtak és elszakadtak Szegedtől. Ezeket a településeket a kisvasút hozta létre. Először az iskola települt az állomás mellé, majd a tejátvevő, a gabonaraktár, majd a malom, az orvosi rendelő, a piac és így tovább.
Ezen a vonalon működött az ország első dízel-elektromos mozdonya, a Láng Gépgyár által gyártott M1-M4. Itt működött az ország második, Szeged első vasúti fénysorompója. Piaci napokon gyorsvonatok is közlekedtek. Jelen vasút tapasztalatait felhasználva épült később a Kecskeméti Kisvasút, amely 2009 decemberéig szolgálta a Kecskemét környéki tanyavilágot.
1949-ben Szeged-Átrakóig rövidítették, ezzel megszűnt a közvetlen belvárosi kapcsolat. 1975-ben ezt a kisvasutat is elérte a vég: megszüntették, pedig egyes általa érintett helyeken (Feketeszél) még ma sincs kiépített közút. (Szeged-Átrakó 1975-től Szeged-Tisza néven nagyvasúti teherpályaudvarként üzemelt a 2010-es évekbeli felszámolásáig.)

## Emlékezete

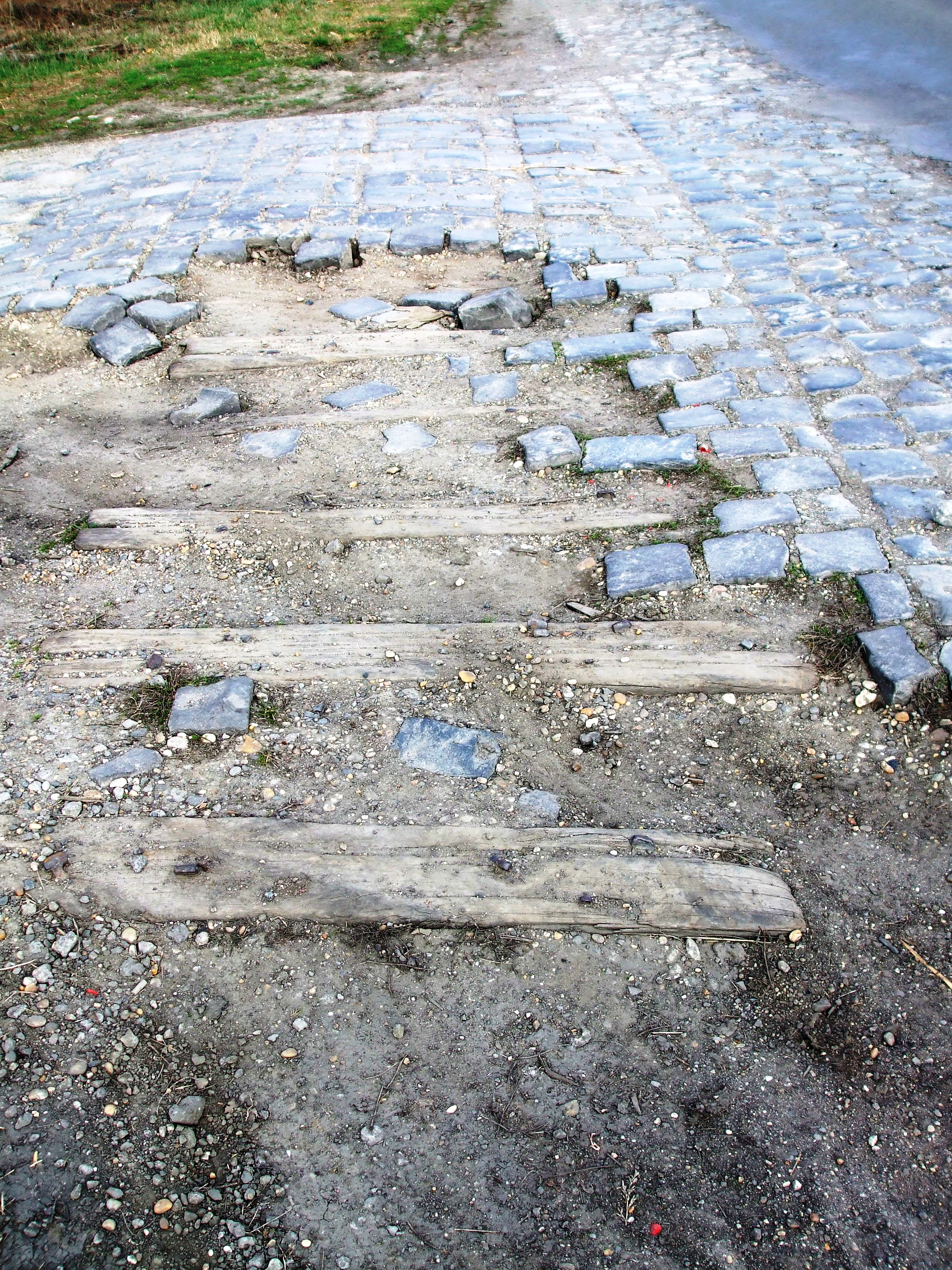
Néhány megmaradt talpfa

Ma már nagyon kevesen élnek a kisvasút egykori utasai és dolgozói közül. A fiatalok többsége pedig nem is hallott még róla, hogy működött itt egy helytörténeti szempontból is rendkívüli jelentőségű kisvasút.
Néhány éve pár fiatal elhatározta, hogy megismerteti a kisvasút történetét a nagyvilággal, ezért egyesületet hoztak létre. A Szegedi Gazdasági Vasút Történeti Helytörténeti Közhasznú Egyesületet (rövid neve: SZGV Egyesület) 2009 tavaszán jegyezte be a Csongrád Megyei Bíróság.
Domaszék településsel összefogva az egykori Sárkányhegy (Domaszék) állomásépületében 2008 ősze óta működik a vasút történetét bemutató kiállítás. Az állomás teljes épülete helytörténeti, kisvasút-történeti múzeummá fejlesztése folyamatban van. Jelenleg egykori járművek felújítása folyik, amelyek felújítás után a múzeum udvarán az egykori állomási vágányok újjáépített másán nyernek majd elhelyezést.
Szegeden a Terehalmi út mellett látható néhány talpfa az egykori kisvasút hálózatából.
Szeged-Szentmihályon az Új élet utcánál a 136-os vasútvonallal párhuzamosan pár száz méterre megtalálható az egykori kisvasúti átjáró is, valamint több állomásnak és megállónak az épülete is megvan, javarészt lakóházként funkcionálnak (pl.: Szentmihálytelek, Kunhalom, Zákányszék, Zákány iskola, Ruzsa, Mórahalom, Pusztamérges, Ásotthalom, stb.)

## Egyéb
1971-ben A Szegedi Madzagvasút címmel (rendező: Winkler György, szerkesztő: Rockenbauer Pál) filmet készítettek a kisvasútról, a Magyarország kisvasútjai című dokumentumfilm-sorozat részeként. Térképen mutatja a hajdani nyomvonalat a kisvasut.hu.